# Pseudoxycheila caribe
Pseudoxycheila caribe  (лат.) — вид жужелиц рода Pseudoxycheila (Carabidae) из подсемейства жуков-скакунов (Cicindelinae).

## Ареал
Южная Америка: Венесуэла и Колумбия. Встречаются на высотах 1400 до 2000 м на восточных склонах Анд.

## Описание
Среднего размера жуки-скакуны, длина от 16 до 19 мм. Основная окраска буровато-чёрная с двумя желтовато-оранжевыми пятнами на надкрыльях. Макроптерные формы. Быстрые бегуны. Взрослые жуки активны в феврале-октябре. Обитатели открытых мест с редкой растительностью. Наиболее активны в дневное время, укрываясь ночью и в холодные дни, или во время сильного дождя. Вид был впервые описан в 1997 году итальянским экологом и энтомологом Фабио Кассолой (Fabio Cassola, Рим, Италия).